# YUH-61 (航空機)
YUH-61
ボーイング・バートル YUH-61
- 用途：汎用ヘリコプター
- 製造者：ボーイング・バートル
- 運用者： アメリカ合衆国（アメリカ陸軍）
- 初飛行：1974年11月
- 生産数：3機
- 運用状況：試作のみ

ボーイング・バートル YUH-61（Boeing Vertol YUH-61、会社の設計名称モデル 179）は、アメリカ合衆国のボーイング・バートル社で開発された双発ターボシャフトエンジンの軍用汎用ヘリコプターである。YUH-61は1970年代初めにベル UH-1 イロコイを代替するアメリカ陸軍のUTTAS（汎用戦術輸送機システム）計画の候補の2番手であった。性能比較飛行試験の最終段階でシコルスキー・エアクラフト社が開発契約を受注し、UH-60Aとなった。

## 歴史
1972年8月に締結された契約の下でボーイング・バートル社は、UTTAS計画の契約を完遂するために機体を設計し、3機の試作機を納入した。ボーイング・バートル社が陸軍の競争試作に敗退すると、民間からとアメリカ海軍のLAMPS III計画での受注に望みがかけられた。結局はシコルスキー社設計の派生機種SH-60 シーホークが海軍との契約を獲得し、民間からの発注はキャンセルされた。3機の機体が製造され、更なる2機はキャンセルされ完成しなかった。発展型攻撃ヘリコプター計画へ向けては、YUH-61の動力系統を利用して設計された攻撃ヘリコプターのベル YAH-63（不採用）とヒューズ YAH-64が製造された。ボーイング・バートル社のAAHの設計は、通常の攻撃ヘリコプターとは逆の前席パイロット、後席銃手という座席配置に特徴があった。

## 設計
YUH-61の設計はUTTASの要求仕様である信頼性、生存性の改善とより低廉なライフサイクルコストを満たすように、高温高所での性能を改善した双発エンジン、モジュラー・デザイン（整備工数の削減）、無潤滑駆動トランスミッション、防弾耐性、冗長性サブシステム（油圧系統、電気系統と操縦系統）、乗員座席（防弾）と搭乗者座席のクラッシュワージネス、2段階オレオ式主脚、防弾性、主要構造部のクラッシュワージネス、静粛性、より頑強な主ローターとテールローター、自動防漏式燃料タンク、対衝撃燃料タンクといったものを備えていた。
ロッキード C-130 ハーキュリーズに搭載しての輸送を前提としていたためUTTASはキャビンの全高と全長が制限されており、この前提条件は主ローターをキャビンに非常に近接して取り付けるという結果にも繋がった。
シコルスキー社がエラストマー製ベアリング使用の全関節型ローターを選択する一方でボーイング・バートル社は当時提携していたメッサーシュミット・ベルコウ・ブローム社から提供された技術を基礎にした無関節型ローターを採用した。シコルスキー社が選択した尾輪式降着装置と片持ち式テールローターに対してボーイング・バートル社は首輪式降着装置を採用した。

## 派生型
モデル 237
アメリカ海軍のLAMPS II計画（艦上多用途ヘリコプター）向けの海軍仕様。シコルスキー SH-60 シーホークに敗退。製造されず。
モデル 179
民間向け14–20名乗り汎用ヘリコプター。後にキャンセル、1機のみ製造。

## 現存機
製造された3機中の2機（73-21656と73-21658）がアラバマ州、フォート・ラッカー基地内のアメリカ陸軍航空博物館に保存されている。

## 要目
（YUH-61A）Modern Military Aircraftより
- 乗員：2名
- 搭載量：兵員 14 - 20名
- 全長：18.5 m (60 ft 8.5 in)
- 全高：4.72 m (15 ft 6 in)
- 主ローター直径：14.94 m (49 ft 0 in)
- 主ローター旋回面積：
- 回転翼荷重：
- 空虚重量：4,422 kg (9,750 lb)
- 最大離陸重量：8,953 kg (17,700 lb)
- 馬力重量比：0.09 hp/lb (150 W/kg)
- エンジン：2 × ゼネラル・エレクトリック T700 ターボシャフトエンジン、1,536 hp (kW)
- 最高速度： km/h (178 mph)
- 戦闘航続距離：595 km (370 mi)
- 巡航高度：